# Велефіке
Велефіке (ісп. Velefique) — муніципалітет в Іспанії, у складі автономної спільноти Андалусія, у провінції Альмерія. Населення — 295 осіб (2010).
Муніципалітет розташований на відстані близько 380 км на південь від Мадрида, 38 км на північ від Альмерії.

## Демографія
Динаміка населення (INE ):